# Kanton Bayonne-Ouest
Der Kanton Bayonne-Ouest war von 1973 bis 2015 ein französischer Wahlkreis im Arrondissement Bayonne im Département Pyrénées-Atlantiques in der Region Aquitanien.

## Geografie
Der Kanton grenzte im Norden und Osten an den Kanton Bayonne-Nord, im Osten an den Kanton Bayonne-Est, im Süden an den Kanton Anglet-Nord und im Westen an den Atlantik (Golf von Biskaya).

## Gemeinden
Der Kanton umfasste einen Teil der Gemeinde Bayonne. Bayonne war bis 2015 in drei Kantone geteilt, hier handelte es sich nach Bevölkerung um den größten Teil der Stadt.